# Баалбек
 Тази статия е за града в Ливан.  За района вижте Баалбек (район).  
Баалбек е град в Източен Ливан, разположен на 1170 m надморска височина в долината Бекаа, източно от река Литани, на около 67 км (42 мили) североизточно от Бейрут. Той е столица на провинция Баалбек-Хермел. В гръцки и римски времена Баалбек е известен още като Хелиополис (Ἡλιούπολις , от гръцки „Слънчев град“). През 1998 г. Баалбек има население от 82 608 души, предимно мюсюлмани шиити, следвани от мюсюлмани сунити и християни. Известен е главно със своите запазени руини на храмовия комплекс Баалбек, който включва две от най-големите и величествени руини на римски храмове: храма на Бакхус и храма на Юпитер . Вписан е през 1984 г. като обект на световното наследство на ЮНЕСКО.

## История
Баалбек е финикийски град в своя разцвет, когато гърците го завземат през 331 г. пр.н.е. Те го преименуват на Хелиополис (Град на слънцето).
Баалбек става римска колония при император Октавиан Август през 16 г. пр.н.е. Върху неговия акропол, в течение на следващите 3 века, римляните построяват монументален ансамбъл от 3 храма, 3 двора и стена, изградена от някои от най-големите камъни, обработвани някога от човек.
На южния вход на Баалбек се намира каменната кариера, където са рязрязвани и оформяни камъните, използвани за построяване на храмовете. Огромен блок, смятан за най-големия дялан камък в света, все още стои където е бил отсечен преди почти 2000 години. Наречен е „камък на бременната жена“, има размери 21,5 метра x 4,8 метра x 4,2 метра и тежи около 1000 тона. В началото на 1990-те години в същата кариера е намерен и втори, по-голям камък с тегло 1242 тона.
Според древните предания, строителството на храмовете на Баалбек е започнало някъде към края на третото хилядолетие пр.н.е. В хода на първото хилядолетие пр.н.е. е построен заграден двор. В центъра на този двор е поставен олтар в традицията на библейските семитски места.
Баалбек е един от най-големите култови центрове в Римската империя. Със своите римски храмове представлява най-големият и най-добре запазен ансамбъл от римска архитектура, съществуващ до наши дни.
В района на града са запазени също важни останки от ислямския период, като Голямата джамия, построена от Омеядите с материали от древните храмове.

## Климат
Баалбек има средиземноморски климат със значителни континентални влияния. Намира се в един от по-сухите райони на страната, което му дава средно 450 мм валежи (в сравнение с 800 – 850 мм в крайбрежните райони) годишно, преобладаващо концентрирани през месеците от ноември до април. Баалбек има горещо бездъждовно лято с прохладни (и понякога снежни) зими. Есента и пролетта са меки и доста дъждовни.

## Побратимени градове
- Бари, Италия
- Акуила, Италия
- Тракия, Гърция
- Джокякарта, Индонезия